# گرهارت فون شارنهورست
گرهارت فون شارنهورست (به آلمانی: Gerhard von Scharnhorst) (۱۲ نوامبر ۱۷۵۵ – ۲۶ ژوئن ۱۸۱۳) نظامی هانوفری در خدمت پادشاهی پروس بود.
او به عنوان نخستین رئیس ستاد کل پروس برگزیده شد. وی به دلیل تئوری‌های نظامی، اصلاحات نیروی زمینی پروس و رهبری آن در جنگ‌های ناپلئونی مورد توجه قرار گرفت. شارنهورست استفاده از مجازات‌های بدنی را محدود، ترفیع درجه به جهت شایستگی را برقرار، جذب خارجی‌ها را ملغی، ایجاد یک ارتش ذخیره را آغاز و سازمان نیروهای مسلح را سازمان دهی و ساده‌سازی کرد.

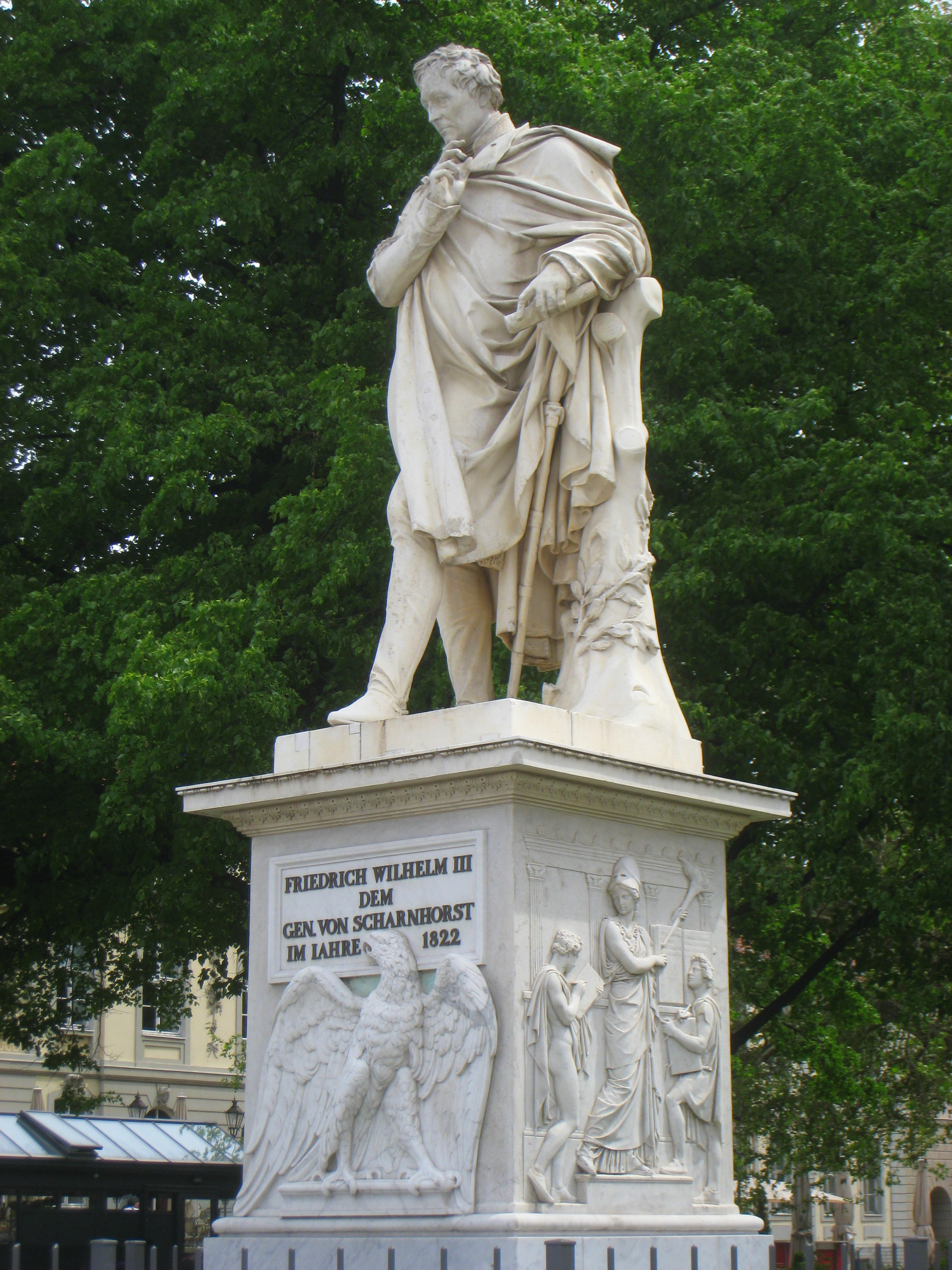
مجسمه شارنهورست در برلین